# Bugeng
Bugeng is een bestuurslaag in het regentschap Bireuen van de provincie Atjeh, Indonesië. Bugeng telt 247 inwoners (volkstelling 2010).